# Brothers in Arms (spelserie)
Det senaste uppföljaren av Brothers in Arms spelserien heter Brothers in Arms: Hell's Highway som lanserades i Europa den 25 september, 2008. 
- Brothers in Arms: Road to Hill 30 gavs ut för PC, Xbox, Playstation 2 1 mars 2005 och Wii i samlingsbox 2008.
- Brothers in Arms: Earned in Blood gavs ut för PC, Xbox, Playstation 2 2006 och Wiii samlingsbox 2008.
- Brothers in Arms: Double Time (Innehåller Brothers in Arms: Road to Hill 30 och Brothers in Arms: Earned in Blood) gavs ut för Wii den 25 september, 2008.
- Brothers in Arms:Double Pack(Innehåller Brothers in Arms: Road to Hill 30 och Brothers in Arms: Earned in Blood) gavs ut för Playstation 2 31 mars 2009
- Brothers in Arms: Hell's Highway gavs ut för PC, Xbox 360, Playstation 3 den 25 september, 2008.
- Brothers in Arms: DS gavs ut för Nintendo DS 13 juli 2007
- Brothers in Arms: D-day gavs ut för Playstation Portable  26 februari 2009